# Limnichus marmoratus
Limnichus marmoratus är en skalbaggsart som beskrevs av Leon Fairmaire 1898. Limnichus marmoratus ingår i släktet Limnichus och familjen lerstrandbaggar. Inga underarter finns listade i Catalogue of Life.